# Sách giáo khoa

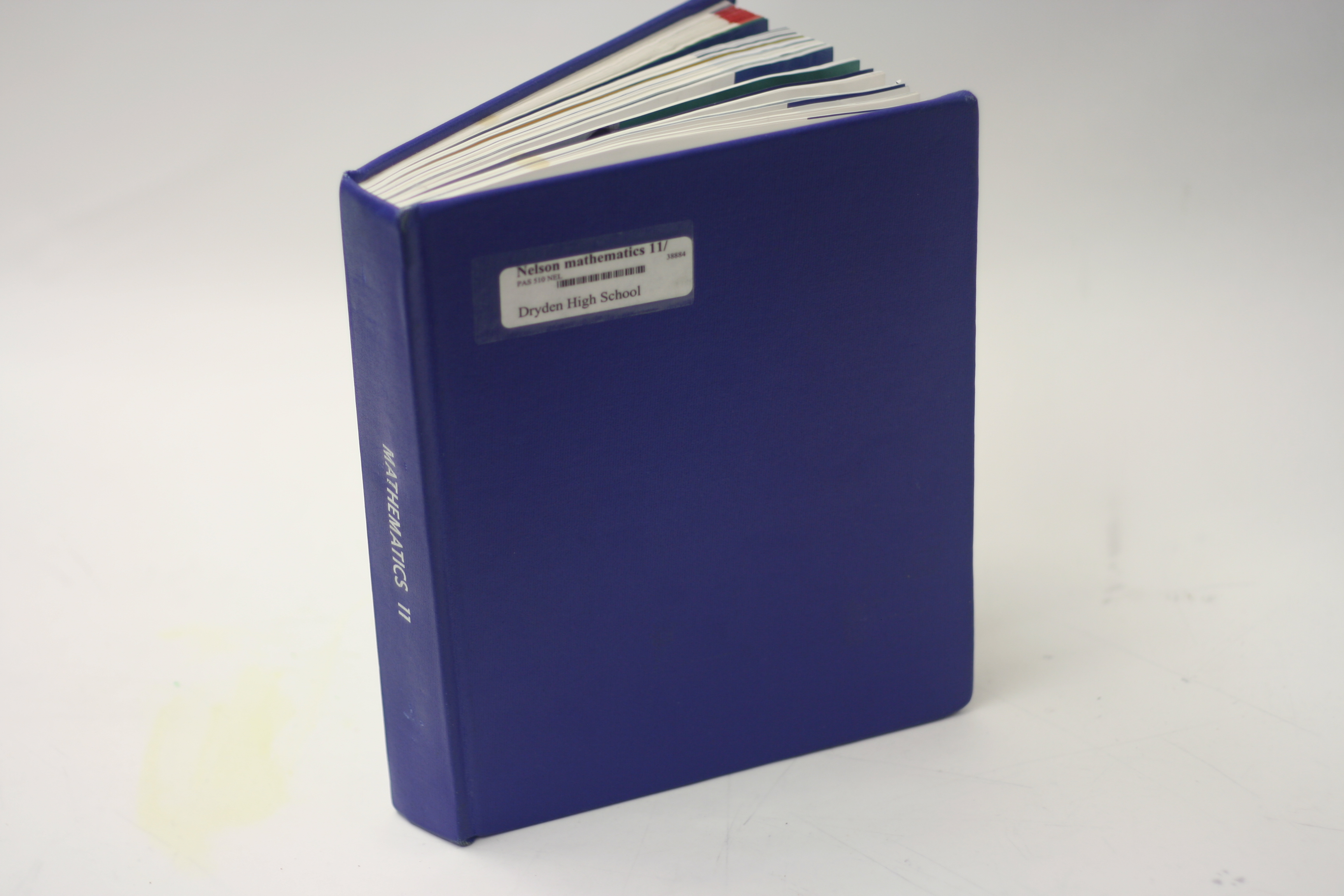
Một cuốn sách giáo khoa.

Sách giáo khoa (viết tắt là SGK) là loại sách cung cấp kiến thức, được biên soạn với mục đích dạy và học tại trường học. Thuật ngữ sách giáo khoa còn có nghĩa mở rộng là một loại sách chuẩn cho một ngành học. Sách giáo khoa được phân loại dựa theo đối tượng sử dụng hoặc chủ đề của sách. Việc xuất bản sách giáo khoa thường dành cho các nhà xuất bản chuyên ngành.
Ngày nay, bên cạnh dạng sách in, nhiều sách giáo khoa có phiên bản sách điện tử.

## Sách giáo khoa phổ thông
Ở cấp phổ thông, sách giáo khoa là sự thể hiện những nội dung cụ thể của chương trình phổ thông. Trên thế giới, có những nước có nhiều bộ sách giáo khoa khác nhau được biên soạn cho cùng một môn học. Tại Việt Nam, từ năm 2002-2020 chỉ tồn tại một bộ sách giáo khoa duy nhất cho một môn học.
Kiến thức trong sách giáo khoa là một hệ thống kiến thức khoa học, chính xác, theo các cấp độ logic chặt chẽ khác nhau. Ngoài phần kiến thức, sách giáo khoa còn có phần nội dung về rèn luyện các kỹ năng. Nội dung kiến thức cũng như nội dung về rèn luyện các kỹ năng được gia công về mặt sư phạm cho phù hợp với trình độ học sinh và thời gian học tập. Logic của nội dung kiến thức và phần nội dung về rèn luyện các kỹ năng là những yếu tố chủ yếu trong việc định hướng lựa chọn phương pháp giảng dạy môn học.